# Бернард Фрейберг
Бернард Фрейберг, 1-й барон Фрейберг (англ. Bernard Freyberg, 1st Baron Freyberg; 21 березня 1889, Ричмонд — 4 липня 1963, Лондон) — новозеландський воєначальник британського походження, лейтенант-генерал (1943), кавалер хреста Вікторії (1916), барон. За часів Першої світової війни бився у складі британської армії, брав участь у висадці на плацдарм під час Галліполійської кампанії та був наймолодшим генералом британської армії в Першій світовій війні, пізніше служив на Західному фронті, де був нагороджений хрестом Вікторії та трьома орденами «За відмінні заслуги», що зробило його одним із найбільш нагороджених військових Британської імперії Першої світової війни. Йому подобалося бути в самому центрі подій: Вінстон Черчилль називав його «Саламандра» за здатність проходити крізь вогонь неушкодженим. З 1946 до 1952 року — 7-й генерал-губернатор Нової Зеландії.
Під час Другої світової війни Фрейберг командував новозеландськими експедиційними силами в битві на Криті, північноафриканській та італійській кампаніях, командуючи 2-ю новозеландською дивізією, зокрема під час Другої битви за Ель-Аламейн та у наступній Туніській кампанії.
В Італії він знову зазнав поразки у другій битві при Кассіно як командир корпусу, але пізніше визволив Падую та Венецію та одним із перших увійшов у Трієст, де зіткнувся з югославськими партизанами Йосипа Броз Тіто.

## Біографія
Бернард Фрейберг народився 21 березня 1889 року у лондонському районі Ричмонд у родині Джемса Фрейберга та його другої дружини Джулії. У дворічному віці, сім'я Бернарда, в якій він був наймолодшим з п'яти синів, переїхала до Нової Зеландії. З 1897 по 1904 рік він відвідував Веллінгтонський коледж. Сильний плавець, він виграв чемпіонат Нової Зеландії з бігу на 100 ярдів у 1906 і 1910 роках.
22 травня 1911 року Фрейберг отримав офіційну реєстрацію як стоматолог. Він працював помічником стоматолога в Моррінсвіллі, а пізніше практикував у Гамілтоні та Левіні.
У березні 1914 року Фрейберг покинув Нову Зеландію й відправився в Сан-Франциско і Мексику. Приблизно в цей час він служив під командуванням Панчо Вілья за часи Мексиканської революції.
Почувши про загрозу війни в Європі, він вирушив до Британії через Лос-Анджелес (де він виграв змагання з плавання) і Нью-Йорк (де він виграв бій у професійному боксі), щоб заробити грошей, щоб перетнути Сполучені Штати та Атлантичний океан на шляху до Європи.

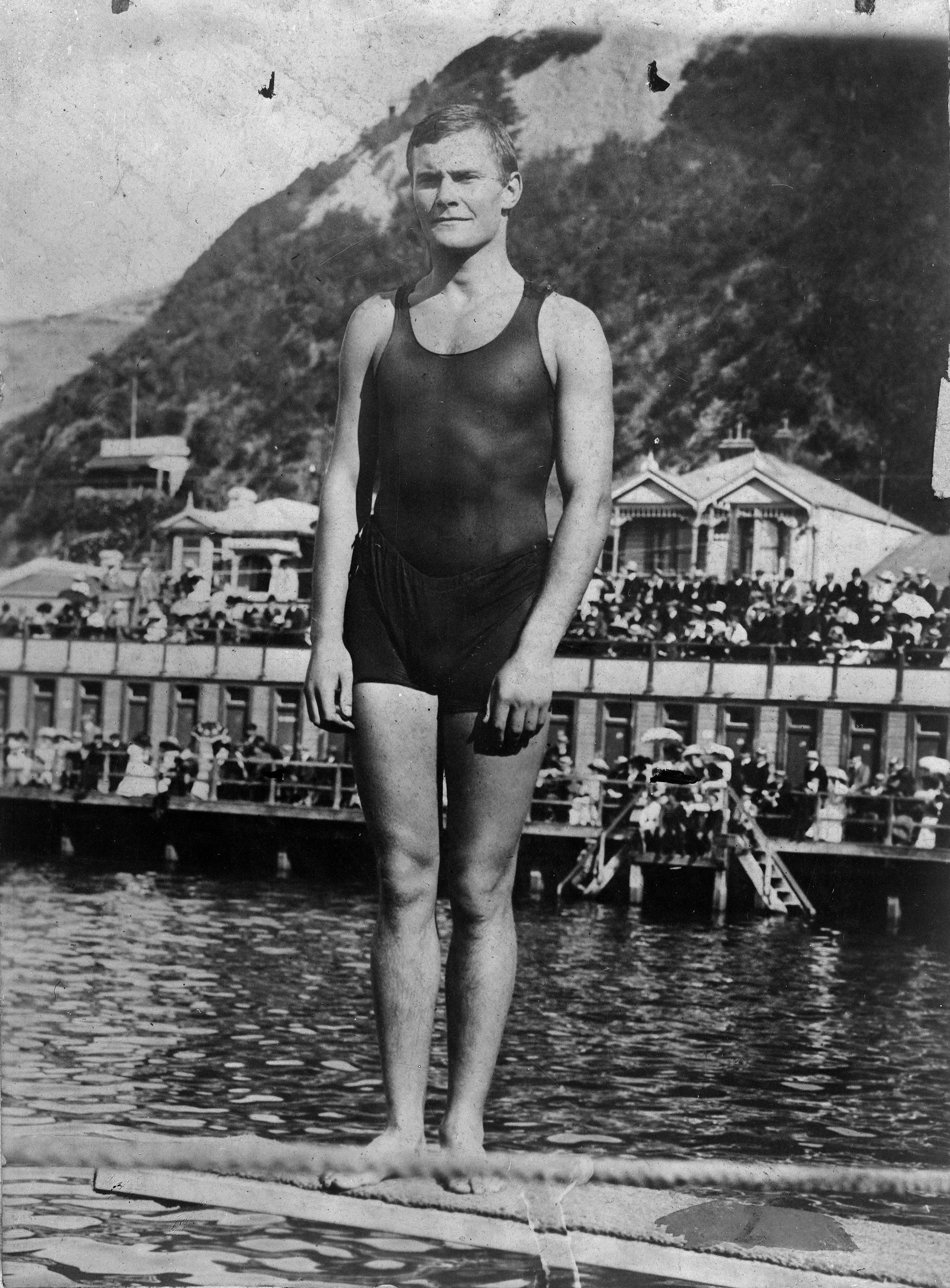
Бернард Фрейберг на змаганнях з плавання. 1904

### Перша світова війна
Відразу з початком Першої світової війни в серпні 1914 року Фрейберг відправився до Англії і пішов добровольцем служити. Він поступив на службу до 7-го батальйону «Худ» Королівської військово-морської бригади, і у вересні 1914 року вже був на бельгійському відтинку фронту. Наприкінці 1914 року Фрейберг зустрівся з Вінстоном Черчиллем, тодішнім першим лордом Адміралтейства.
У квітні 1915 року Фрейберг взяв участь у Дарданелльській кампанії. У ніч на 24 квітня, в ході першої висадки військ союзників після невдалої спроби прорватися крізь протоки морем, Фрейберг добровільно виплив на берег Саросської затоки. Опинившись на березі, він почав запалювати сигнальні ракети, щоб відвернути увагу турецьких військ, що оборонялися, від справжньої висадки в бухті Анзак. Попри щільний вогонь турків, він благополучно повернувся з цієї місії, за що був відзначений орденом «За відмінні заслуги» (DSO). В ході боїв у Галліполі він кілька разів дістав серйозні поранення і покинув півострів, коли його дивізія евакуювалася в січні 1916 року.
У травні 1916 року Фрейберг був переведений до британської армії як капітан Королівського (Королівського Західно-Суррейського) полку, проте залишився при батальйоні «Гуд» як прикомандирований тимчасовий майор і відправився з ним до Франції.
На завершальному етапі битви на Соммі, командуючи батальйоном у тимчасовому званні підполковник, він настільки відзначився при взятті села Бокур, що був нагороджений хрестом Вікторії. 13 листопада 1916 року під Бокур-сюр-Анкре, після того, як батальйон Фрейберга провів першу атаку, прориваючись крізь систему окопів противника, він зосередив і перегрупував своїх сильно дезорганізованих людей і деяких інших, і повів їх в успішний штурм другої цілі, під час якого зазнав двох поранень, але залишався на чолі свого батальйону і утримував позиції протягом дня і наступної ночі. Отримавши підкріплення наступного ранку, він атакував і захопив добре укріплене село, захопивши у полон 500 німецьких військових. Попри те, що Фрайберг був поранений ще двічі, вдруге важко, він відмовився покинути передову, доки не віддав остаточних наказів і розпоряджень.
Протягом свого перебування на Західному фронті Фрейберг продовжував слугувати прикладом для підлеглих. Його сміливе лідерство коштувало йому дев'яті поранень під час служби у Франції, й люди, які пізніше служили з ним, казали, що навряд чи якась частина його тіла не мала шрамів.
Фрейберг отримав звання тимчасового бригадного генерала (хоча на той час мав постійне звання лише капітана регулярної армії) і у квітні 1917 року прийняв командування 173-ю (3/1-шу Лондонську) бригадою, частиною 58-ї (2/1-ї Лондонської) дивізії, що, як повідомляється, зробило його наймолодшим генералом у британській армії.
Фрейберг закінчив війну, командуючи кавалерійським ескадроном від 7-го драгунського гвардійського полку. За хвилину до вступу в силу перемир'я від 11 листопада 1918 року він очолив зухвалу кавалерійську атаку, намагаючись захопити міст у Лессині, що було досягнуто й принесло йому друге нагородження орденом «За видатні заслуги». До кінця війни Фрейберг отримав французький Воєнний хрест, а також п'ять разів був згаданий у наказах після боїв на Галліполі. З його хрестом Вікторії та трьома орденами Британської імперії він увійшов до числа найбільш нагороджених солдатів Першої світової війни.

### Інтербелум
На початку 1919 року Фрейберг отримав призначення в регулярну армію на посаду в полк гренадерської гвардії, в якому продовжив офіцерську службу в мирний час. У 1920—1921 рр. він навчався в штабному коледжі в Камберлі. 1921—1925 рр. був штабним офіцером у штабі 44-ї дивізії. 1921 року він мав проблеми зі здоров'ям, спричинені численними пораненнями, і під час одужання відвідав Нову Зеландію.
14 червня 1922 року він одружився з Барбарою Макларен. Барбара мала двох дітей від попереднього шлюбу; пізніше у них з Фрейбергом народився син Пол (1923—1993). На загальних виборах 1922 року він невдало балотувався (посівши друге місце) як кандидат від лібералів у Південному Кардіффі.
У вересні 1933 року Бернард Фрейберг перейшов на керівну штабну посаду до Воєнного офісу, а в липні 1934 року отримав звання майор-генерала. З цим підвищенням, у віці 45 років, він, здавалося, прямував до вищих ешелонів армії. Однак медичне обстеження перед відрядженням до Індії виявило у нього проблеми з серцем. Попри напружені зусилля, Фрейберг, який став кавалером ордену Лазні у 1936 році, був змушений піти у відставку 16 жовтня 1937 року.

### Друга світова війна
На початку Другої світової війни у вересні 1939 року було вирішено, що Нова Зеландія повинна виділити в розпорядження Британської імперії експедиційний корпус. Майор-генерал Бернард Фрейберг був призначений командиром цього з'єднання. Ці сили стали відомі як 2-й Новозеландський експедиційний корпус, а дивізія спочатку — як Новозеландська дивізія. Перший ешелон, штаб дивізії і перша бригадна група, покинули береги Нової Зеландії в січні та 12 лютого 1940 року висадилися в Єгипті.
У хаосі відступу після битви за Грецію в 1941 році Черчилль передав Фрейбергу повноваження очолити усі союзні війська, що зосередилися на Криті. Попри те, що йому було наказано спостерігати за можливим нападом німецьких військ з повітря, він залишався одержимим загрозою морської висадки і базував свою тактику дій на цьому, нехтуючи належним захистом аеродрому в Малеме, ігноруючи розвідувальні повідомлення «Ультра», які доводили, що штурм грецького острову німці проведуть з повітря. Однак багато джерел вважають, що дані розвідки, надані Фрейбергу, були розпливчастими та неадекватними та вказували на можливість морської висадки; це підірвало його здатність правильно відреагувати на вторгнення.

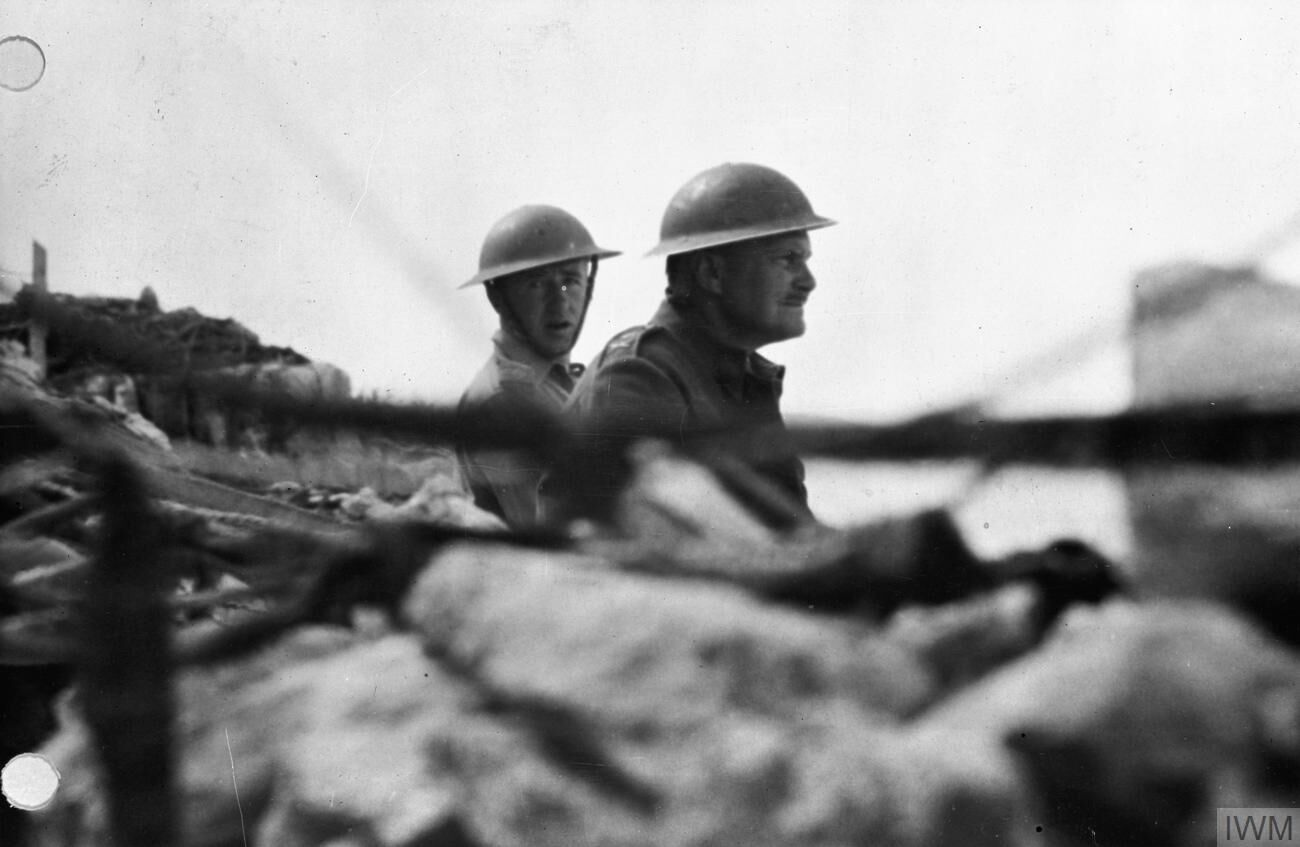
Командувач угрупованням союзників у Критській операції генерал-майор новозеландської армії Бернард Фрейберг. Крит. Травень 1941

В березні 1942 року Бернард Фрейберг був підвищений у лейтенант-генерали і отримав титул лицаря-командора ордена Британської імперії під час Новорічних відзнак 1942 року. Фрейберг продовжував командувати 2-ю новозеландською дивізією в ході Північноафриканської та Італійської кампаній, діючи в підпорядкуванні британської 8-ї армії. Він мав чудову репутацію тактика дивізійного рівня. Вінстон Черчилль, британський прем'єр-міністр, описав Фрейберга як свою «саламандру» через його любов до вогню та бажання завжди бути в центрі подій. У червні 1942 року, німецький снаряд, що розірвався, поранив Фрейберга в битві при Мерса-Матрух, але незабаром він повернувся на поле бою. Фрейберг рішуче не погоджувався зі своїм начальником генералом Клодом Окінлеком, командувачем 8-ї армії, і наполягав на тому, що як командувач національного контингенту він мав право відмовлятися від наказів, якщо ці накази суперечили національним інтересам Нової Зеландії. Фрейберг мав добрі стосунки з генералом Бернардом Монтгомері, який командував 8-ю армією з серпня 1942 року й високо оцінював досвідченого новозеландського командувача.
У кульмінаційній другій битві за Ель-Аламейн у жовтні-листопаді 1942 року 2-га новозеландська дивізія зіграла важливу роль у прориві німецької оборони. Під час переслідування сил Осі до Тунісу, де вони капітулювали в травні 1943 року, він провів зі своїми новозеландцями серію добре виконаних лівих обхідних маневрів, щоб обійти лінії оборони Осі. У квітні та травні 1943 року Фрейберг ненадовго командував X корпусом. До 12 травня 1943 року Фрейберг прийняв капітуляцію 80 000 осіб 1-ї італійської армії генерала Джованні Мессе.

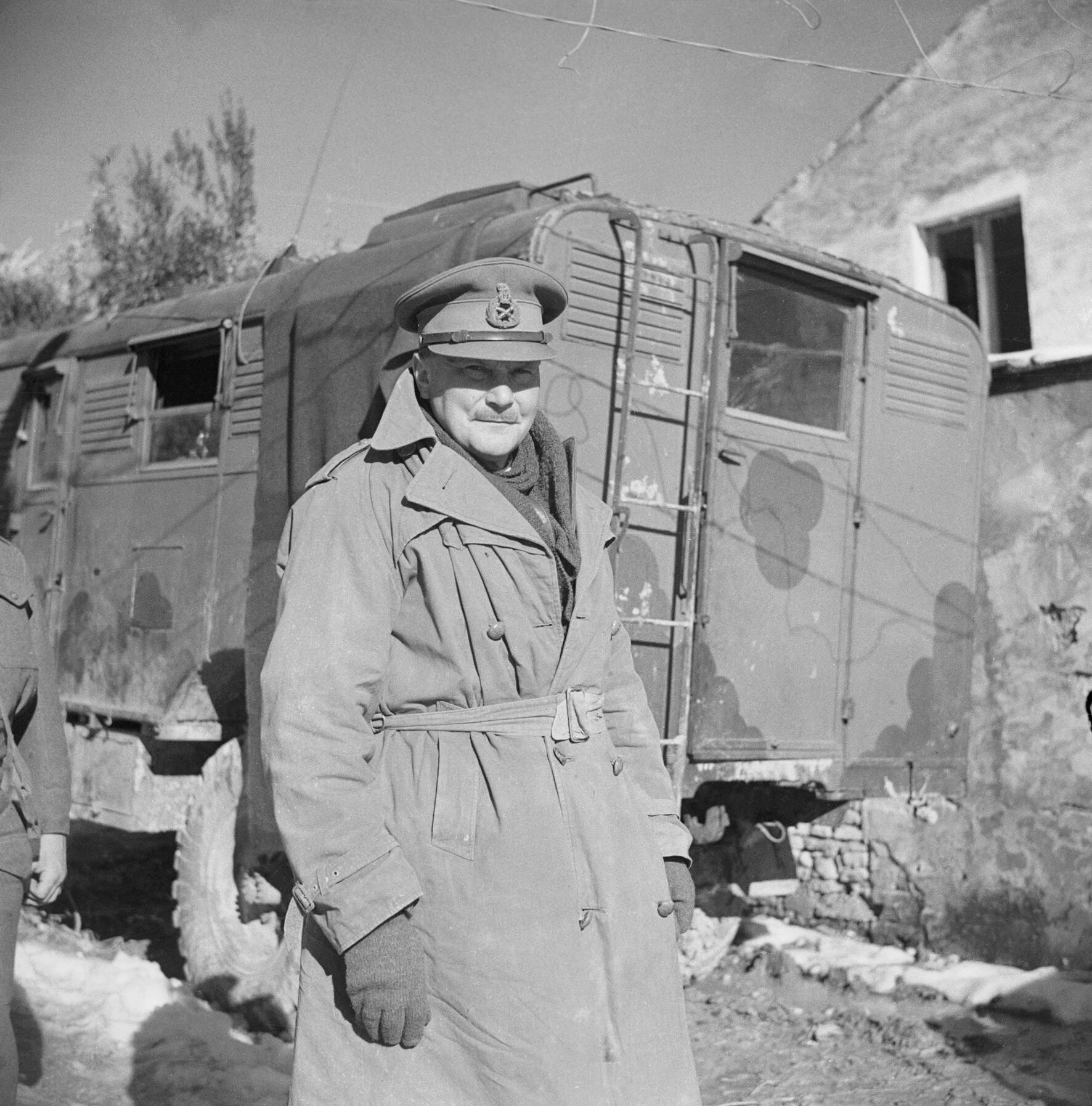
Бернард Фрейберг у боях за Монте-Кассіно. 3 січня 1944

У вересні 1944 року Фрейберг був поранений вчергове, цього разу внаслідок авіакатастрофи. Після шести тижнів лікування в госпіталі він повернувся, щоб командувати новозеландською дивізією в її останніх операціях — весняному наступі 1945 року в Італії, який передбачав низку форсувань водних перешкод та прорив за три тижні на 400 км. До моменту капітуляції Німеччини новозеландці дійшли до Трієста, звільнивши Падую і Венецію, де відбулося короткочасне протистояння з югославськими партизанами.

### Фрейберг як військовий лідер
Фрейберг відзначився в плануванні наступів класичного типу, наприклад під час операції «Суперчардж» в Аламейні, операції «Суперчардж» II в Тебага Геп і під час штурму лінії Сеніо в Північній Італії в 1945 році. Два випадки, якими Фрейберг командував на рівні корпусу — на Криті та при Монте Кассіно — були менш успішними. Протягом усієї війни він виявляв зневагу до небезпеки. Він виявляв помітну турботу про благополуччя своїх солдатів, ставлячись зі здоровим глуздом до дисципліни та забезпечуючи створення адекватних умов для своїх солдатів. Він став дуже популярним командиром у новозеландських військах, а також у народу та уряду до того часу, коли залишив своє командування в 1945 році.
Бернард Фрейберг тісно пов'язаний із суперечливим рішенням розбомбити стародавній монастир у Монте-Кассіно в лютому 1944 року. Командуючи військами, які брали участь у битвах, які згодом стали відомі як Друга та Третя битви за Монте-Кассіно, він переконався, що абатство, засноване у 529 році н. е., використовувався як військовий опорний пункт. Аналіз одного з дивізійних командирів Фрайберга, генерал-майора Френсіса Тукера з 4-ї індійської піхотної дивізії, зробив висновок у записці Фрейбергу, що незалежно від того, чи був монастир окупований німцями, його все одно слід знести, щоб запобігти важким втратам при його штурмі. Він зазначив, що зі стінами заввишки 46 м, зробленими з кам'яної кладки товщиною щонайменше 3,0 м, інженерам було неможливо проникнути всередину, і що бомбардування «блокбастерними» бомбами було б єдиним вірним рішенням за умови застосування 1000-фунтових бомб. Генерал сер Гарольд Александер, командувач 15-ї групи армій (пізніше армій союзників в Італії), погодився на бомбардування (у яких не використовувалися «блокбастерні» бомби). Після знищення монастиря руїни були зайняті німецькими військами, які утримували позиції до 18 травня. Після війни настоятель монастиря та інші монахи заявили, що німецькі війська не окупували внутрішню частину абатства і воно не використовувалося для військових цілей.

### Післявоєнний час
Фрейберг припинив командування новозеландською дивізією 22 листопада 1945 року, прийнявши запрошення стати генерал-губернатором Нової Зеландії — першим з новозеландських вихованців. 3 травня 1946 року він виїхав з Лондону на свою нову посаду після того, як був нагороджений кавалером Великого хреста ордена Святого Михайла і Святого Георгія. 10 вересня 1946 року лейтенант-генерал звільнився з армії.
Фрейберг обіймав посаду генерал-губернатора Нової Зеландії з 1946 по 1952 рік. На цій посаді він відігравав дуже активну роль, відвідавши всі частини Нової Зеландії та її залежні території.
1 січня 1946 року Фрейберг став кавалером ордена Святого Іоанна.
У 1951 році король Георг VI підвищив Фрейберга до перства як барона Фрейберга Веллінгтона в Новій Зеландії та Манстеда в графстві Суррей.
Після завершення терміну перебування на посаді генерал-губернатора Фрейберг повернувся до Англії, де часто засідав у Палаті лордів. 1 березня 1953 року він став заступником констебля та лейтенант-губернатором Віндзорського замку; наступного року він оселився в Норман Гейтуей.
4 липня 1963 року Бернард Фрейберг помер у Віндзорі після розриву однієї зі своїх бойових ран і був похований на церковному цвинтарі Святої Марти на пагорбі поблизу Гілфорда, Суррей. [61] Поруч з ним похована його дружина, а в кінці могили — їхній син.